# Kubakrise
Die Kubakrise (in der Sowjetunion und im Sprachgebrauch der DDR auch als Karibische Krise, auf Kuba später als Oktoberkrise bezeichnet) im Oktober 1962 war eine Konfrontation zwischen den Vereinigten Staaten und der Sowjetunion, die sich aus der Stationierung sowjetischer Mittelstreckenraketen auf Kuba im Rahmen des nuklearen Wettrüstens entwickelte.
Die eigentliche Krise dauerte dreizehn Tage. Ihr folgte eine Neuordnung der internationalen Beziehungen. Mit der Kubakrise erreichte der Kalte Krieg eine neue Dimension. Beide Supermächte kamen während dieser Krise einer direkten militärischen Konfrontation und somit einem möglichen Atomkrieg am nächsten. Erstmals wurden daraufhin dessen ungeheure Gefahren einer breiten Öffentlichkeit bewusst.

## Vorgeschichte
Aus dem Zweiten Weltkrieg waren die USA und die UdSSR als Weltmächte hervorgegangen. Sie standen für zwei gegensätzliche Wirtschaftssysteme und Ideologien. Mit der Entwicklung immer neuer Waffentechnologien kam etwa ab Anfang der 1950er Jahre ein Wettrüsten in Gang.
Vor der Einführung der ersten Interkontinentalraketen dienten Langstreckenbomber als Trägermittel für Nuklearwaffen. Standardmodelle wurden der Flugzeugtyp B-52 in den USA und die Tu-95 in der Sowjetunion. In den 1950er Jahren waren die USA mit der Bomberflotte des Strategic Air Command ihrem Kontrahenten sowohl in der Zahl der Atomwaffen als auch der Trägermittel stark überlegen. Als die Sowjetunion 1957 die erste funktionsfähige Interkontinentalrakete der Welt präsentierte, herrschte im Westen Alarmstimmung (Sputnikschock). Allerdings machten die langen Vorwarnzeiten einen Überraschungsangriff mit Flugzeugen wie auch mit Raketen nahezu unmöglich.
Um diese Vorwarnzeiten zu umgehen, mussten Raketen näher am Ziel installiert werden. Im Jahre 1958 begann die Sowjetunion mit der Aufstellung von atomaren Mittelstreckenraketen des Typs R-5M in der DDR, die gegen Ziele in Westeuropa, insbesondere die Bundesrepublik Deutschland, gerichtet waren. Sie wurden jedoch 1959 überraschend nach Kaliningrad verlegt. Die nächste Stufe des Wettrüstens folgte noch im selben Jahr. Diese erreichten die USA im Januar 1959 mit der Aufstellung von nuklearen Mittelstreckenraketen des Typs Thor in England sowie Jupiter-Raketen in Apulien (Süditalien) und in der Nähe von Izmir in der Türkei. Dabei wurde selbst ein nuklearer Erstschlag nicht ausgeschlossen, der den Gegner durch massiven Einsatz von Kernwaffen vernichten und jede Vergeltung unmöglich machen sollte. Anfang der 1960er Jahre war es erstmals möglich, dass beide Supermächte einander von heimischem Boden aus mit nuklear bestückten Interkontinentalraketen hätten beschießen können.
Die sowjetisch-chinesischen Verstimmungen in den 1950er Jahren und Nikita Chruschtschows gescheiterter Versuch, in der Berlin-Krise vom November 1958 der Stadt den Viermächtestatus zu entziehen, schwächten die sowjetische Position im Kalten Krieg. Die Lage änderte sich, als im Januar 1959 die Guerilla unter Fidel Castro den kubanischen Diktator Fulgencio Batista stürzte. Castro bildete eine Revolutionsregierung, in der anfangs verschiedene oppositionelle Gruppen vertreten waren, darunter auch die bald bevorzugten Kommunisten. Batista war lange von den USA unterstützt worden und auch Castro warb 1959 um Aufrechterhaltung der guten Beziehungen. Für die US-Regierung, die aufgrund von Castros Bündnis mit den Kommunisten skeptisch blieb, kam er jedoch als Partner nicht in Frage. US-Präsident Eisenhower lehnte wirtschaftliche Hilfsangebote für Kuba in dieser Phase ab. Später unterstützte die amerikanische Regierung die kubanische Opposition und auch Terrorgruppen, die Anschläge und Sabotageakte verübten. Selbst Mordanschläge gegen Castro wurden versucht und das Fingieren von Terrorakten und militärischen Zwischenfällen (Operation Northwoods) als Vorwand für eine Invasion Kubas wurde erwogen.
Die UdSSR beobachtete diese Entwicklung aufmerksam und nahm im Mai 1960 diplomatische Beziehungen zu Kuba auf. Castro hoffte, mit der wirtschaftsstarken UdSSR im Rücken ein Vorbild für die nationale Unabhängigkeit in Lateinamerika werden zu können. Die USA werteten dies als inakzeptablen Versuch, in Mittel- und Südamerika den Kommunismus zu verbreiten.
Nach der entschädigungslosen Verstaatlichung von Agrarland, Banken und Raffinerien aus US-Besitz auf Kuba verbot die Regierung der USA im Oktober 1960 per Dekret, Erdöl nach Kuba zu exportieren; gleichzeitig untersagte sie jeglichen Import aus Kuba. Das sowjetische Politbüro sagte der Castro-Regierung hierauf wirtschaftliche und militärische Unterstützung zu. Diese Zusagen galten später als Anlass für die mit verdeckter Unterstützung der CIA durch Exilkubaner ausgeführte Invasion in der Schweinebucht vom April 1961, die für die Angreifer in einem Fiasko endete. Die USA erarbeiteten noch im selben Jahr ein geheimes Programm zur Sabotage und Unterwanderung Kubas (Operation Mongoose).
Das Bündnis zwischen der Sowjetunion und Kuba war für beide Staaten vorteilhaft. Die UdSSR hoffte, ihr strategisches Defizit gegenüber den USA auszugleichen, wenn das gegnerische Territorium durch Mittelstreckenraketen erreichbar würde, und Kuba betrachtete die Sowjetunion als wichtigsten Handelspartner und Schutzmacht, welche die Regierung Castro vor gewaltsamer Einflussnahme der USA schützen konnte.

## Unmittelbare Vorgeschichte
1959 entschieden die Vereinigten Staaten, in Italien zwei Staffeln und in der Türkei eine Staffel mit je 15 nuklear bestückten Mittelstreckenraketen vom Typ Jupiter wegen ihrer Reichweite zu stationieren, die in der UdSSR Ziele bis jenseits der Wolga erreichen könnten. Diese Pläne wurden ab 1961 umgesetzt.
Am 26. Oktober 1960 starteten die USA von der Laughlin Air Force Base in Texas erstmals U-2-Aufklärungsflüge über Kuba. Am 5. September 1961 wurden erste Aufnahmen von Flugabwehrraketen vom Typ S-75 und von Kampfflugzeugen vom Typ MiG-21 gemacht.
Im April 1962 wurden die amerikanischen Thor- und Jupiter-Atomraketen in der Türkei einsatzbereit gemacht.
Zudem fuhren auf den Meeren US-U-Boote mit Polaris-Atomraketen. Diese U-Boot-gestützten ballistischen Raketen konnten auch unter Wasser abgefeuert werden und waren entsprechend schwer zu neutralisieren. Die Sowjetunion hatte zu dem Zeitpunkt nichts Gleichwertiges entgegenzusetzen.
Ab dem 10. Juli 1962 begann die UdSSR unter dem Decknamen Operation Anadyr auf Kuba heimlich mit der Stationierung von Militär. Die sowjetische Marine und Handelsflotte transportierten mit 183 Fahrten von 86 Schiffen über 42.000 Soldaten und 230.000 Tonnen Ausrüstung nach Kuba, darunter 40 R-12- und 24 R-14-Mittelstreckenraketen mit dazugehörigen Atomsprengköpfen von 0,65 Mt (R-12) bzw. 1,65 Mt (R-14). Zum Vergleich: die über Nagasaki abgeworfene Fat Man hatte 0,024 Mt. Diese Raketen wurden offensichtlich nicht nur zum Schutz Kubas installiert, sondern dienten vor allem dazu, ein militärisches Drohpotenzial aufzubauen, welches die Schwäche des sowjetischen Arsenals an Interkontinentalraketen kompensieren sollte.
Erste nachrichtendienstliche Hinweise im westlichen Lager über den Bau angriffsfähiger sowjetischer Raketenbasen auf Kuba stammten mit hoher Wahrscheinlichkeit vom deutschen Bundesnachrichtendienst: Der BND besaß seit Juni 1962 Informationen über den Ausbau der Basen für Mittelstreckenraketen und wertete diesen als gefährliche Provokation der USA durch die Sowjetunion.
Am 5. und 29. August 1962 ging die CIA entsprechenden Hinweisen nach und entdeckte auf Fotos eines Aufklärungsflugzeugs des Typs U-2 erstmals in der Provinz Pinar del Río Startvorrichtungen für sowjetische Luftabwehrraketen.
Am 8. September 1962 legte das sowjetische Frachtschiff Omsk mit einer Ladung von SS-4-Mittelstreckenraketen in Havanna an, brachte die Fracht aber nicht an Land. Am 15. September 1962 wurden im Atlantik US-Aufklärungsfotos von dem mit Militärgütern beladenen sowjetischen Frachtschiff Poltava gemacht, das sich auf dem Weg nach Kuba befand.

## Zeittafel der Krise im Oktober 1962

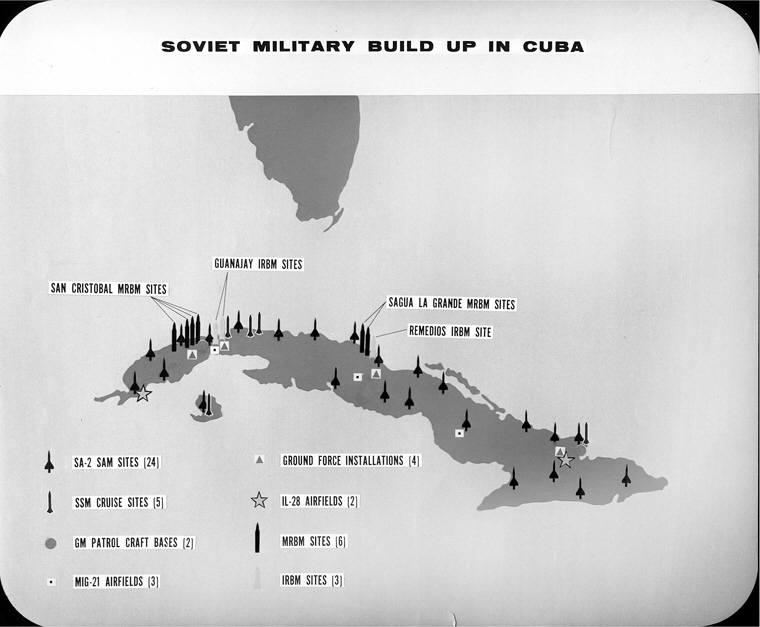
Raketen- und Luftwaffenstützpunkte in Kuba im Oktober 1962 (US-Grafik)

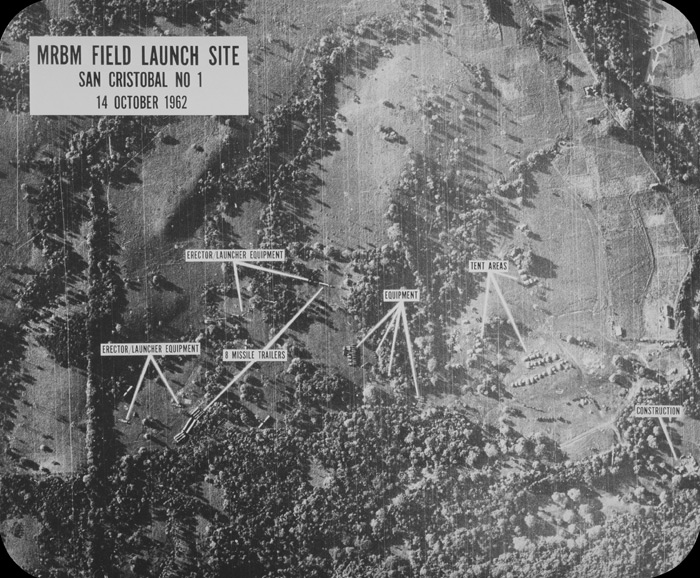
Luftaufnahme der Raketenstellung nahe San Cristóbal am 14. Oktober 1962

Die Höhepunkte der Krise im Oktober 1962:
Sonntag, 14. Oktober: US-Präsident John F. Kennedy genehmigte (erneut) Luftaufnahmen der Aufklärungsflugzeuge Lockheed U-2. Zweimal überflogen U-2-Flugzeuge vom Luftwaffenstützpunkt Laughlin in Texas aus die Raketenstellungen auf Kuba. Sie entdeckten sowjetische Techniker und Soldaten beim Bau von Startrampen für sowjetische Mittelstreckenraketen des Typs SS-4 Sandal und SS-5 Skean in der Nähe von San Cristóbal und schossen mehrere Fotos. Die sowjetischen Truppen entdeckten ihrerseits das Flugzeug, hatten aber keinen Befehl für Gegenmaßnahmen.
Montag, 15. Oktober: Die ausgewerteten Fotos bewiesen die Existenz der Startrampen für SS-4-Mittelstreckenraketen. Sie befanden sich nahe San Cristóbal im Nordwesten Kubas und wären in der Lage gewesen, Teile der USA zu erreichen. Die reichweitenstärkeren SS-5-Raketen wurden nicht entdeckt. Außenminister Dean Rusk und Verteidigungsminister Robert McNamara wurden informiert, Sicherheitsberater McGeorge Bundy entschied, den Präsidenten erst am nächsten Morgen zu informieren.
Dienstag, 16. Oktober: McGeorge Bundy informierte John F. Kennedy und berief sofort einen Beraterstab (Executive Committee, ExComm) ein. Verschiedene Reaktionen wurden erörtert: Hinnehmen der Stationierung, Luftangriff und Invasion. Alle Beratungen und Ergebnisse fanden ohne Information der Öffentlichkeit (und somit auch der Sowjetunion) statt. Präsident Kennedy ordnete weitere U-2-Aufklärungsflüge an. Beim zweiten Treffen des ExComm am Nachmittag schlug Robert McNamara eine (völkerrechtswidrige) Seeblockade Kubas vor.

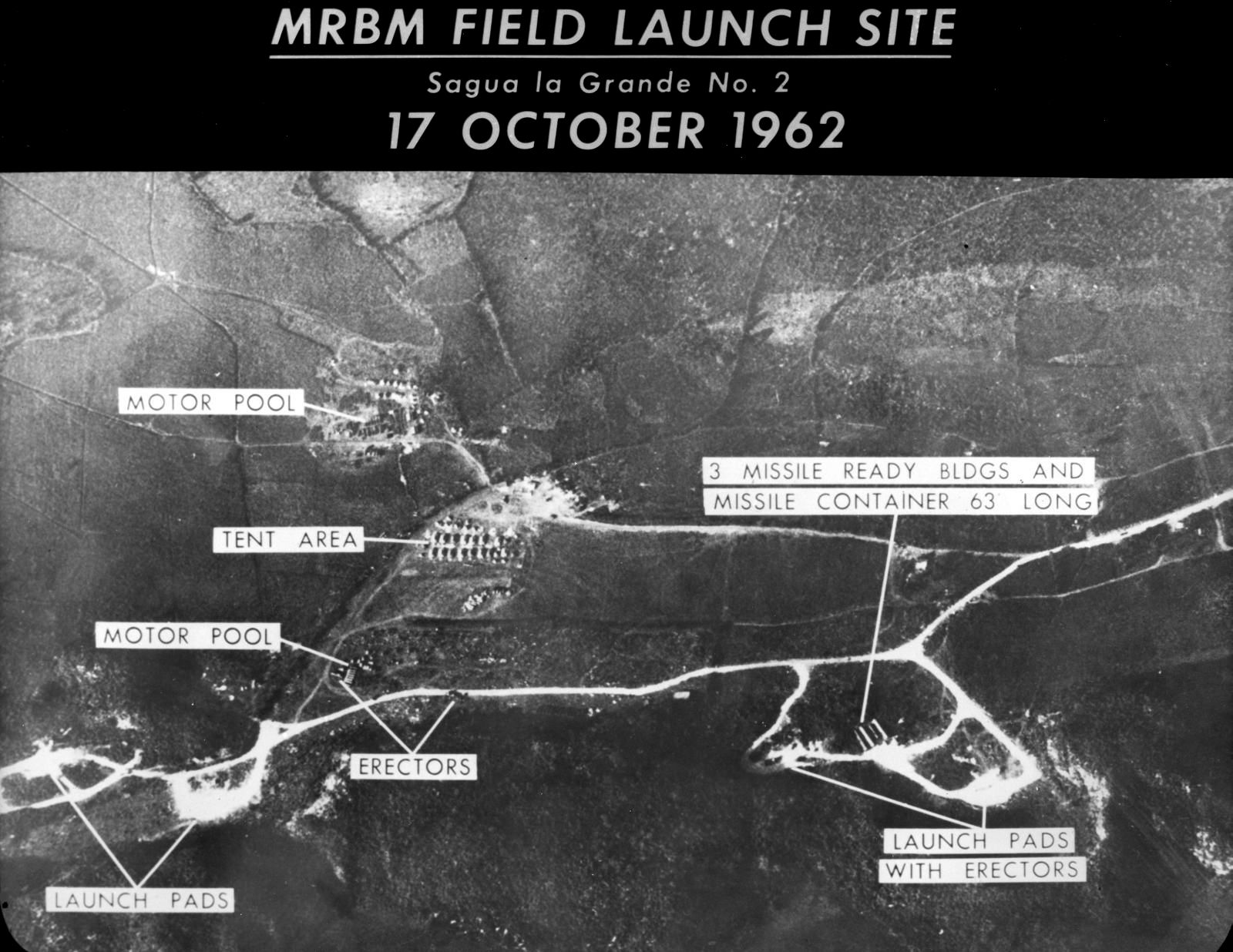
Luftbild vom 17. Oktober 1962 mit einer Raketenstellung

Mittwoch, 17. Oktober: Sechs weitere U-2-Aufklärungsflüge erfolgten über die Raketenstellungen. Die Luftaufnahmen bewiesen die Existenz von 16 bis 32 Raketen (Typ SS-4 und SS-5) mit einer Reichweite von bis zu 4500 km. Diese Raketen hätten neben der amerikanischen Hauptstadt auch die wichtigsten Industriestädte der USA erreichen können; die Vorwarnzeit hätte nur fünf Minuten betragen. Außerdem wurden IL-28-Bomber entdeckt.

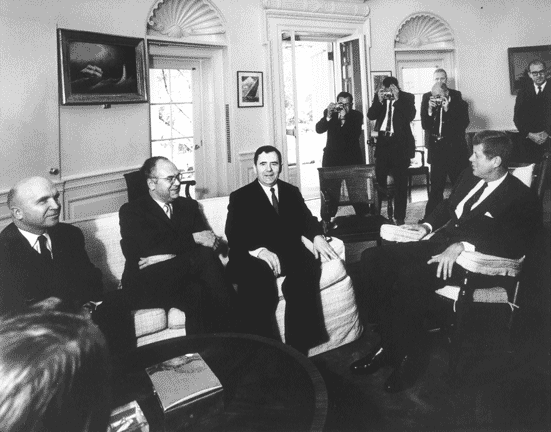
Der sowjetische Außenminister Andrei Gromyko (3. v. l.) im Gespräch mit US-Präsident John F. Kennedy

Donnerstag, 18. Oktober: Der sowjetische Außenminister Andrei Gromyko besuchte Kennedy, wie schon seit längerem geplant. Kennedy sprach die Situation auf Kuba nicht an, da er aus taktischen Gründen Geheimhaltung wahren wollte. Allerdings wurde mehrfach die alte sowjetische Forderung angesprochen, West-Berlin müsse entmilitarisiert werden. Dadurch erhärtete sich die amerikanische Annahme, die Sowjetunion wolle durch ihr Vorgehen auf Kuba die eigene Position in neuen Berlinverhandlungen verbessern; eine Auffassung, die auch die Westalliierten teilten, die sich später aber als Fehlinterpretation erweisen sollte. Meldungen von umfassenden neuen Waffenlieferungen nach Kuba verbreiteten sich in Washington, D.C.; die Militärs wurden ungeduldig. Eine Seeblockade hielten die US-Generäle für zu schwach: Man müsse sofort mit Luftangriffen und anschließender Invasion handeln. Air-Force-General Curtis E. LeMay drängte auf einen Angriff: „Der rote Hund gräbt im Hinterhof der USA und muss dafür bestraft werden.“ Justizminister Robert F. Kennedy, Bruder des Präsidenten, ließ durch seinen Stellvertreter Nicholas deB. Katzenbach die Rechtsgrundlagen für eine Seeblockade Kubas prüfen. Im Verlauf der Gespräche im ExComm zog John F. Kennedy eine Seeblockade vor.
Freitag, 19. Oktober: Präsident Kennedy wollte kein Aufsehen erregen und reiste – gemäß seinem Terminplan – zum Wahlkampf nach Ohio und Illinois. Er forderte Robert F. Kennedy auf, eine Mehrheit im ExComm für die Blockade-Option zustande zu bringen. Katzenbach unterrichtete das ExComm über die rechtlichen Umstände der Blockade. Im Ergebnis wurde das ExComm in zwei Gruppen aufgeteilt, in denen verschiedene Möglichkeiten zur Bekämpfung der Raketen auf Kuba ausgearbeitet wurden. Auf der einen Seite standen die Hawks (Falken), welche den Luftangriff präferierten, auf der anderen Seite die Doves (Tauben), welche für die friedlichere Option der Blockade eintraten.
Samstag, 20. Oktober: Es gelang Robert F. Kennedy, eine Mehrheit im ExComm für die Blockadeoption zu erreichen. Er rief den Präsidenten in Chicago an, und dieser kehrte nach Washington zurück. Obwohl die Entscheidung für die Blockade gefallen war, wurden die Optionen für einen Luftangriff oder eine Invasion Kubas offen gehalten.
Sonntag, 21. Oktober: Berater vom Tactical Air Command (TAC) erklärten, dass ein Luftangriff nicht alle sowjetischen Raketen auf Kuba ausschalten könne. Daraufhin genehmigte Kennedy endgültig die Seeblockade. Abends telefonierte er mit den Herausgebern großer Zeitungen (New York Times, Washington Post, New York Herald Tribune), um eine verfrühte Berichterstattung zu verhindern.
Montag, 22. Oktober, einer der bedeutendsten Tage der Krise: Am Morgen kündigten amerikanische Zeitungen eine Rede des Präsidenten von nationaler Bedeutung für 19 Uhr Washingtoner Zeit an. Alle US-Streitkräfte weltweit wurden in erhöhte Einsatzbereitschaft (Defense Condition 3) versetzt, weitere US-Soldaten wurden zur Vorbereitung einer Invasion nach Florida verlegt und rund 200 Kriegsschiffe um Kuba in Stellung gebracht. Die Regierungsvertreter Großbritanniens, Frankreichs, der Bundesrepublik Deutschland und Kanadas wurden informiert und versicherten Kennedy ihre volle Unterstützung. Die Schweizer Botschaft als Vertreterin der USA informierte die Kubaner, dass auch nächtliche Aufklärungsflüge stattfinden würden und die dafür nötige Beleuchtung kein militärischer Angriff sei. „Kein kubanisches Feuer zu befürchten“, meldete die Schweizer Botschaft zurück nach Washington.
Weitere diplomatische Bemühungen liefen in mittel- und südamerikanischen Staaten für eine Unterstützung der Position der USA in der Organisation Amerikanischer Staaten (OAS) und bei den Vereinten Nationen (UN). In seiner Fernsehansprache informierte Kennedy die Weltöffentlichkeit über die sowjetischen Raketen auf Kuba und verkündete den Beginn der Seeblockade für den 24. Oktober. Er forderte den sowjetischen Regierungschef Nikita Chruschtschow zum Abzug der Raketen aus Kuba auf und drohte für den Angriffsfall mit einem atomaren Gegenschlag. Ab diesem Zeitpunkt war die Kubakrise öffentlich.

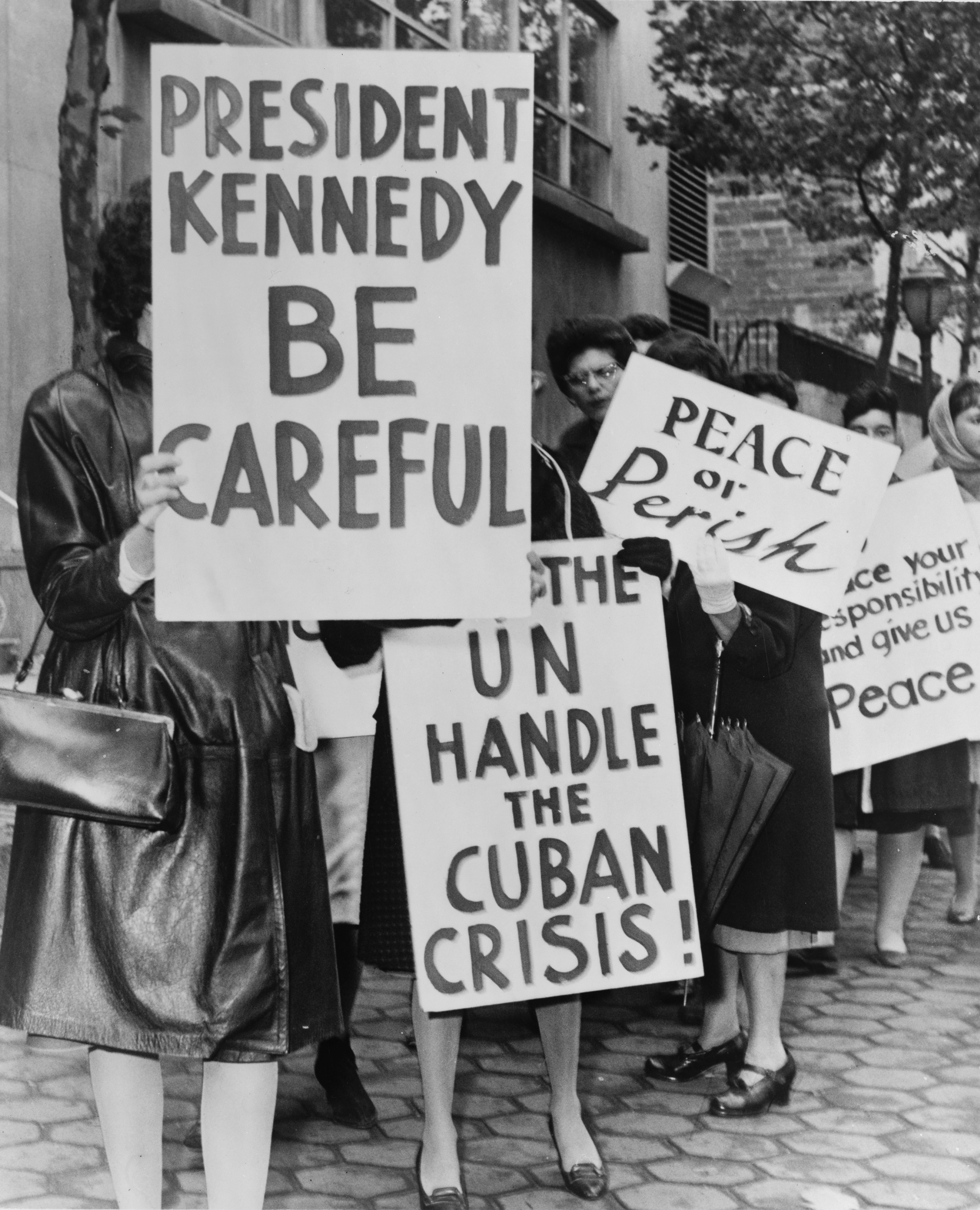
800 Frauen der Women Strike for Peace demonstrieren am 23. Oktober 1962 in New York für eine friedliche Beilegung der Krise

Dienstag, 23. Oktober: Chruschtschow verkündete, die Blockade nicht zu akzeptieren, versicherte jedoch, die stationierten Raketen dienten allein der Verteidigung. Die US-Diplomatie hatte Erfolg: Die OAS stimmte für das Vorgehen gegen Kuba und bestätigte die Seeblockade. Diese wurde offiziell als Quarantäne bezeichnet, da der Begriff Blockade sich im Sprachgebrauch auf militärisches Vorgehen bezieht.
Mittwoch, 24. Oktober: Die von John F. Kennedy als Quarantäne bezeichnete Seeblockade aus amerikanischen Kriegsschiffen begann um 10 Uhr Washingtoner Zeit. Es kam zu einer ersten Zuspitzung, wenngleich die amerikanischen Schiffe nicht ohne den Befehl des Präsidenten schießen durften. Dies wurde angeordnet, um eine Eskalation zu vermeiden, sollten die sowjetischen Schiffe versuchen, den Sperrgürtel (mit Radius von 500 Meilen) zu durchbrechen. Doch alle sowjetischen Schiffe drehten ab, nachdem der Radius der Blockade verkleinert wurde. Die sowjetische Regierung beharrte trotz der Situation auf ihrer Position.
Donnerstag, 25. Oktober, Sitzung des UN-Sicherheitsrates in New York City: Zwischen den UN-Botschaftern Walerian Sorin (UdSSR) und Adlai Stevenson (USA) erfolgte ein diplomatischer Schlagabtausch; die US-Delegation präsentierte der Weltöffentlichkeit erstmals eindeutige Aufklärungsfotos von den sowjetischen Raketenstellungen. Später stellte sich heraus, dass die Zahl der Nuklearraketen von der amerikanischen Seite bei weitem unterschätzt worden war. Auf einer Historikerkonferenz im Jahr 2002 erklärte der damalige Oberbefehlshaber der sowjetischen Streitkräfte, dass 40.000 Rotarmisten sowie 42 Raketen auf Kuba installiert gewesen waren, einschließlich taktischer Atombomben, deren Einsatz bereits autorisiert war. Etwa 80 Atomsprengköpfe befanden sich während der Krise auf Kuba. US-Verteidigungsminister Robert McNamara und Raymond Garthoff, damals Mitarbeiter des US-Außenministeriums, konstatierten später gar, die USA hätten nicht ernsthaft damit gerechnet, dass die Mittelstreckenraketen auf Kuba tatsächlich nuklear bestückt seien.
Freitag, 26. Oktober:
- Trotz Blockade ging die Stationierung der Raketen auf Kuba weiter. Das ExComm debattierte über militärische Schritte. Die Hardliner plädierten für Luftangriffe und – falls nötig – eine Invasion. Kennedy erreichte ein Schreiben von Chruschtschow, in dem dieser anbot, die Raketen von Kuba abzuziehen, falls die US-Amerikaner eine Invasion von Kuba ausschließen würden. Kennedy sicherte das zu. Der erste Frachter, der von der amerikanischen Marine blockiert werden sollte, hatte allerdings einen Begleitschutz von mehreren U-Booten des Projektes 641 (B-4, B-36, B-59 und B-130). Mit Übungswasserbomben zwangen die Amerikaner drei der vier U-Boote zum Auftauchen. Wie erst im Jahr 2002 bekannt wurde, hatten diese neben ihrer normalen Bewaffnung je einen Nukleartorpedo an Bord und waren auch autorisiert, sich damit zu verteidigen.[7]
- Trotz Defense Condition 2, der höchsten Alarmbereitschaft der Streitkräfte unterhalb eines Krieges, ließ die US Air Force unter Leitung von LeMay am 26. Oktober über dem Johnston-Atoll im Rahmen der Operation Dominic den Test Bluegill Triple Prime fortsetzen, der zu einer ganzen Serie an Atombombentests gehörte. Das ExComm wurde davon jedoch nicht in Kenntnis gesetzt. Auch die UdSSR testeten in den folgenden Tagen zwei Atomwaffen in der Atmosphäre.

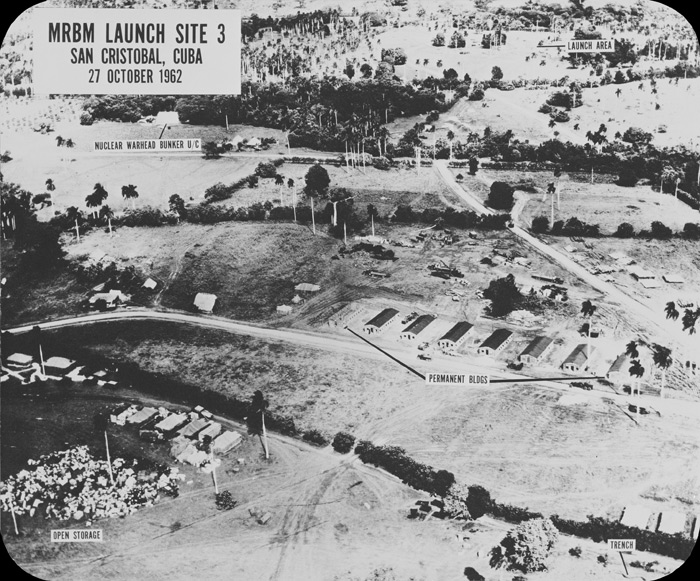
Luftbild vom 27. Oktober 1962 mit einer Raketenstellung

Samstag, 27. Oktober, der schwarze Samstag:
- Chruschtschow erhielt ein Schreiben von Castro, in dem dieser vorschlug, im Falle einer Invasion Kubas einen nuklearen Präventivschlag gegen die Vereinigten Staaten durchzuführen. In einem Gespräch mit dem tschechoslowakischen Parteichef Antonín Novotný am 30. Oktober sagte er: „Fidel Castro schlug vor, dass wir selbst die ersten sein sollten, die einen Atomkrieg beginnen. […] Was hätten wir davon, wenn wir selbst einen Krieg beginnen würden? Immerhin würden Millionen von Menschen sterben, auch in unserem Land. Können wir so etwas überhaupt in Erwägung ziehen? Können wir es uns erlauben, die Welt des Sozialismus zu bedrohen, die von der Arbeiterklasse hart erkämpft wurde? So kann nur jemand reden, der keine Ahnung hat, was ein Atomkrieg bedeutet, oder der, wie Castro, von revolutionärer Leidenschaft geblendet ist.“[8]
- Morgens wurde in Cape Canaveral, USA, ein Test mit der neuen Interkontinentalrakete LGM-25C Titan II durchgeführt, über den das ExComm ebenfalls nicht informiert war.[9]
- Die Völkerfreundschaft, ein Urlauberschiff der DDR mit 500 Passagieren an Bord, ignorierte den Blockadering der Amerikaner und riskierte damit, von ihnen aufgebracht zu werden. John F. Kennedy verhinderte dies persönlich, das Schiff konnte somit in Havanna einlaufen.
- Ein US-Zerstörer zwang mit Übungswasserbomben das sowjetische U-Boot B-59 zum Auftauchen, nachdem dieses die US-Blockade (wahrscheinlich bewusst) durchbrochen hatte. Das U-Boot hatte einen Nukleartorpedo an Bord. Noch einmal war die ganze Welt am Rande eines Nuklearkrieges. Da das U-Boot keinen Kontakt nach außen hatte, war der Besatzung nicht klar, ob bereits ein Krieg ausgebrochen ist, weshalb über den Abschuss von Atomtorpedos diskutiert wurde. Doch Wassili Alexandrowitsch Archipow, einer der drei Offiziere an Bord des U-Bootes, welche für den Abschuss von Nuklearwaffen verantwortlich waren, weigerte sich, den Torpedo ohne weiteren Befehl aus Moskau abzufeuern.[7]
- Ein amerikanisches U-2-Spionageflugzeug verirrte sich im sowjetischen Luftraum, Kampfflugzeuge stiegen auf. Das US-Flugzeug konnte knapp entkommen.
- Ein weiterer Brief von Chruschtschow traf in den USA ein. Darin wurde der Raketenabzug nun sowohl an ein Nichtangriffsversprechen der USA als auch an den Abzug der amerikanischen Jupiter-Raketen aus der Türkei gebunden.
- Ein weiteres amerikanisches U-2-Spionageflugzeug wurde über Kuba von einer S-75-Flugabwehrrakete abgeschossen; der Pilot, Major Rudolf Anderson, wurde dabei getötet. Kennedy untersagte einen Gegenangriff ausdrücklich und erklärte sich noch einmal zu weiteren Verhandlungen bereit.
- Um 13 Uhr Ortszeit wurden in Großbritannien auf Anweisung von Premierminister Harold Macmillan die Nuklearwaffenträger des RAF Bomber Command in unmittelbare Einsatzbereitschaft versetzt: Die Besatzungen mussten sich für mehrere Stunden abflugbereit in ihren mit Nuklearwaffen bestückten Flugzeugen aufhalten. Am späteren Nachmittag wurde dies wieder auf die übliche Bereitschaft zum Abflug innerhalb von 15 Minuten nach Alarmierung zurückgestuft.[10]
- Um 19:45 Uhr Washingtoner Zeit fand ein Geheimtreffen zwischen Robert F. Kennedy und dem Sowjetbotschafter Anatoli Dobrynin statt. John F. Kennedy ließ seinen Bruder erklären, dass er auch einem Abzug der in der Türkei stationierten amerikanischen Jupiter-Raketen zustimmen würde, wie es bereits im zweiten – schon förmlicheren – Schreiben von Chruschtschow gefordert worden war. Diese Möglichkeit hielt er vor den meisten Mitgliedern des ExComm geheim, die mehrheitlich einen Luftangriff forderten. Dobrynin gab diese Nachricht sofort nach Moskau weiter. Chruschtschow entschied spätnachts, Kennedys Angebot anzunehmen und die Raketen aus Kuba abzuziehen.

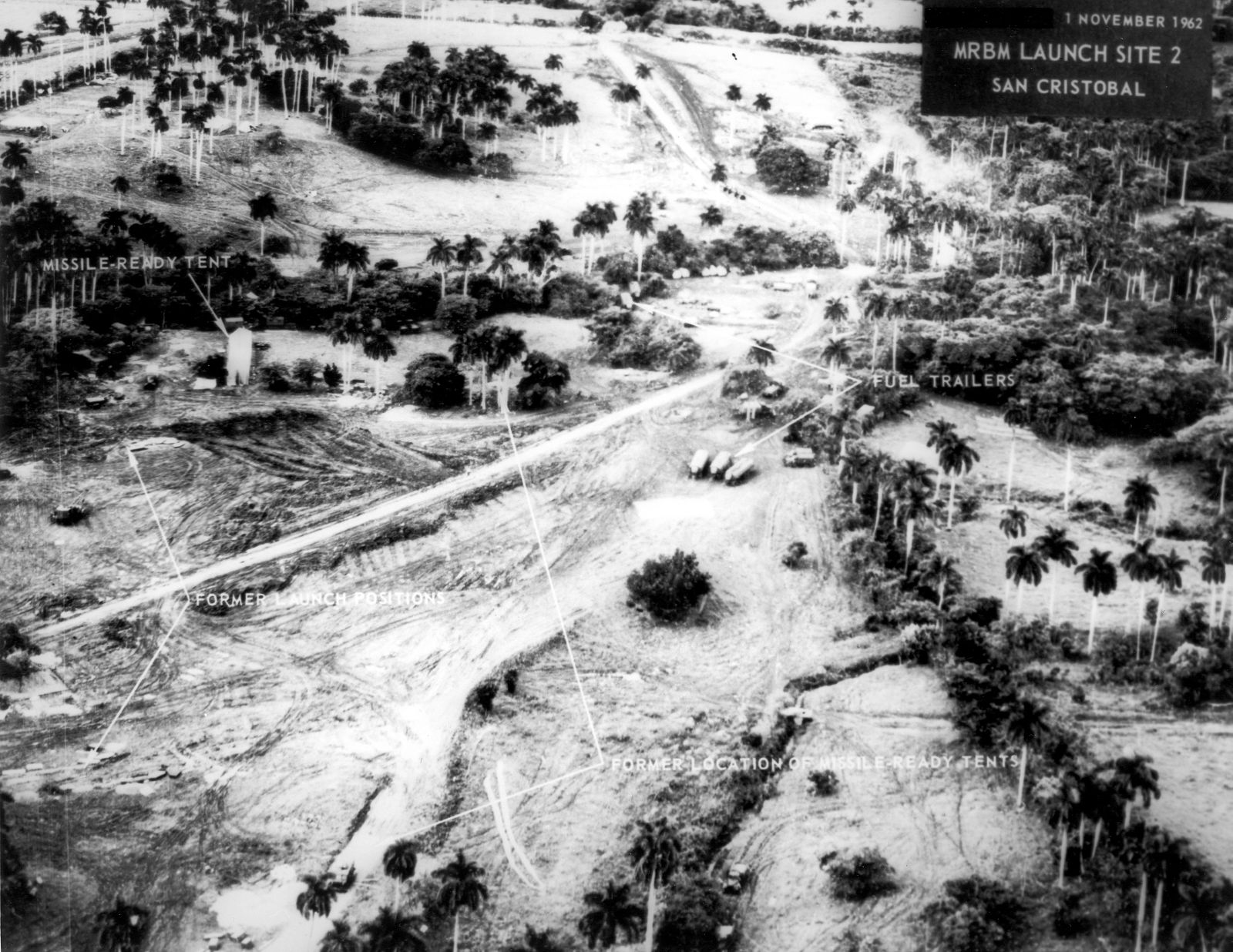
Luftbild vom 1. November 1962

Sonntag, 28. Oktober, die Geheimdiplomatie ist erfolgreich.
- Chruschtschow lenkte ein und erklärte sich bereit, die Raketen zu entfernen. Im Gegenzug erklärten sich die USA bereit, keine Invasion auf Kuba vorzunehmen. Außerdem – was nicht öffentlich werden durfte – erfolgte der Abbau der Raketen in der Türkei.
- Der Rückzug der sowjetischen Raketen wurde über Radio Moskau von Chruschtschow bekanntgegeben. Die Krise war damit beendet.
- Die MS Völkerfreundschaft erhielt aus Ost-Berlin die Aufforderung, Havanna sofort zu verlassen und Kurs auf den Heimathafen zu nehmen.[11]

## Verbindliche Lösung des Konflikts
Die beiden Staaten vereinbarten folgende Bedingungen: Die Sowjetunion zieht ihre Raketen aus Kuba ab. Dagegen erklären die USA, keine weitere militärische Invasion Kubas zu unternehmen und in geheimer Absprache ihrerseits die amerikanischen Jupiter-Raketen aus der Türkei abzuziehen. Der Abzug aus der Türkei findet etwas später und unter Ausschluss der Öffentlichkeit statt, um die NATO-Partner der USA nicht zu brüskieren und die Vereinigten Staaten als Sieger der Krise darstellen zu können.

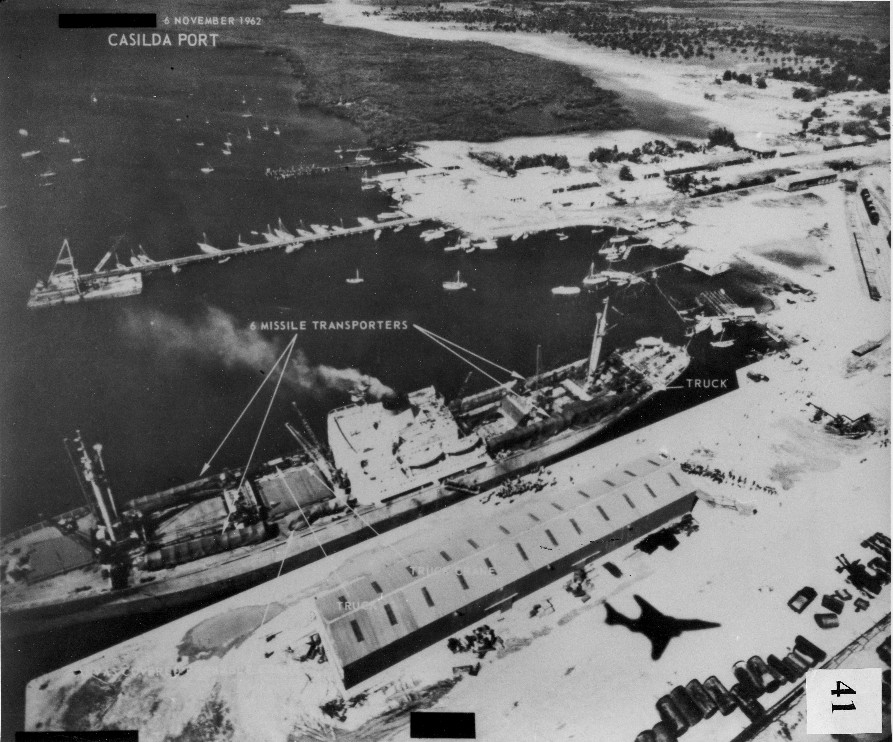
Abtransport von sechs Raketen mit dem sowjetischen Handelsschiff SS Fizik Kurchatov am 6. November 1962

Am 5. November begann der Abzug der Mittelstreckenraketen von Kuba, der offiziell innerhalb von fünf Tagen vollzogen war. Der ursprüngliche Plan der Sowjetunion war, die Raketen den Kubanern zu übertragen. Doch als Chruschtschow am 15. November 1962 erfuhr, dass Castro vor ihrem Einsatz auch zu Angriffszwecken gegen die USA nicht zurückschreckte, entschied er sich dafür, alle Atomsprengköpfe in die Sowjetunion zurückzuschicken und lediglich einige konventionell bestückte Kurzstreckenraketen auf der Insel zu belassen. Am 20. November 1962 – nach offiziell erfolgtem Abzug der sowjetischen Mittelstreckenraketen – lösten die USA schließlich die Seeblockade um Kuba auf. Der tatsächliche Abzug der Raketen war erst Anfang Januar 1963 abgeschlossen.
Enttäuscht über den glimpflichen Ausgang der Krise war Fidel Castro. Er war verärgert darüber, dass der nukleare Krieg ausblieb. Dass sein Land dabei zerstört worden wäre, wollte er in Kauf nehmen, da das kubanische Volk bereit gewesen sei, seine revolutionären „Pflichten gegenüber dem Vaterland und der Menschheit zu erfüllen“, wie er an Chruschtschow schrieb. Che Guevara pries im November 1962 die Entschlossenheit des kubanischen Volkes, „sich in der atomaren Konfrontation zu opfern, damit seine Asche als Dünger neuer Gesellschaften diene“. Das auf dem „atomaren Scheiterhaufen“ vergossene Blut des Volkes wäre der „heiligste Schatz“ gewesen. In seiner Wut auf Chruschtschows Einlenken ließ Castro im ganzen Land antisowjetische Demonstrationen durchführen.
Abgesehen von dieser Öffentlichkeitswirkung waren die Ereignisse von 1962 aus Sicht der beiden Supermächte USA und Sowjetunion ein taktischer Sieg der jeweils anderen Seite. Dies geht aus später veröffentlichten Geheim-Reden der jeweiligen Präsidenten Kennedy und Chruschtschow hervor und verstärkte das Misstrauen der militärischen Führungen beider Länder gegen die eigenen Regierungen.
Nach der Krise verblieben sowjetische Kurzstreckenraketen der Serie FROG auf Kuba. Sie konnten zwar aufgrund der geringen Reichweite keine US-amerikanischen Städte treffen, aber den US-Stützpunkt in der Bucht von Guantanamo und heranfahrende Schiffe bedrohen. Die Gefahr, die von den verbleibenden Raketen auf Kuba ausging, war den Vereinigten Staaten im Nachgang der Krise bekannt und wurde akzeptiert, da die FROG-Raketen als Verteidigungswaffen angesehen werden konnten.

## Analyse des politischen Handelns der Konfliktparteien
Die Untersuchung der Kubakrise durch die Politikwissenschaft konzentriert sich vorrangig auf Handlungsspielräume und -entscheidungen der Akteure. Zentral für die Lösung der Kubakrise war, dass sowohl John F. Kennedy als auch Nikita Chruschtschow sich der Tragweite ihrer Entscheidungen bewusst waren. Beide versuchten, alle Entwicklungen unter Kontrolle zu behalten, dem politischen Gegner Zeit für seine Entscheidung zu geben und nicht blind auf die Ratschläge ihrer militärischen Berater zu vertrauen.
Der Historiker Sheldon M. Stern, der für die Kennedy-Präsidentenbibliothek arbeitete, kam nach Analyse der ihm vorliegenden Aufzeichnungen der Gespräche im Executive Committee im Jahr 2003 zu dem Schluss, dass Präsident Kennedy bereits ab dem 17. Oktober 1962 als Tauschhandel gegenüber Moskau für einen Rückzug der Jupiter-Raketen aus der Türkei eintrat. Dieses quid pro quo im Gegenzug für einen Abzug der sowjetischen Mittelstreckenraketen aus Kuba war seiner Einschätzung nach also eine Idee, die bereits vor dem öffentlichen Brief Chruschtschows vom 27. Oktober im Weißen Haus kursierte. Laut Stern ging die Initiative, diese geheime Vereinbarung mit Chruschtschow zu schließen, daher nicht, wie zuvor oft angenommen, von Robert F. Kennedy aus, sondern von seinem Bruder.
Kennedy erklärte unmittelbar nach der Kubakrise, dass die Gefahr nicht darin gesehen wurde, dass die Sowjetunion von Kuba aus Raketen auf die USA schießen könnte, sondern dass dem Anschein nach die balance of power zugunsten der Sowjetunion aus dem Gleichgewicht geraten wäre.

## Folgen der Krise
Die unmittelbaren Ergebnisse der Kubakrise waren ein taktischer Erfolg der Sowjetunion, da durch den Abzug der US-Atomraketen aus der Türkei und Italien eine für die Sowjetunion günstigere Lage erreicht wurde als beim vorhergehenden Status quo. Zudem erreichte die Sowjetunion Sicherheitsgarantien für Kuba.
Die Krise führte zu ersten Verhandlungen über eine Rüstungskontrolle. So wurde beispielsweise am 5. August 1963 in Moskau ein Vertrag über das Verbot von Kernwaffenversuchen in der Atmosphäre, im Weltraum und unter Wasser unterzeichnet und ab 1969 auch die SALT-Abkommen verhandelt, die eine Begrenzung der Interkontinentalraketen beider Länder vorsah. Es gab fortan eine Entspannungspolitik zwischen den beiden Supermächten. So bemühten sie sich einer direkten Konfrontation aus dem Weg zu gehen und trugen ihre Auseinandersetzungen stattdessen in Stellvertreterkriegen in Vietnam und Afghanistan aus. Ihre Interessen konzentrierten sich nach der Krise auch auf die Bereiche des Globus, die noch nicht klar zwischen Ost und West verteilt waren.
Kennedy entzog den Militärs die eigenständige Verfügung über die Atomwaffen durch die Einführung eines für einen Atomschlag zwingend erforderlichen nuklearen Freischaltcodes in der Hand des US-Präsidenten, die über den sogenannten Atomkoffer übertragen werden können. Die Präsidenten tragen den Code seitdem ständig bei sich. Auch die UdSSR führte 1968 ein solches System ein.
Für Kennedy persönlich war die Abwendung der Krise mit einem Anwachsen seiner Popularität in der amerikanischen Bevölkerung verbunden. Da der Abzug der Jupiter-Raketen aus der Türkei nicht öffentlich bekannt wurde, konnte sich Kennedy in der Öffentlichkeit als Hardliner profilieren, der mit einer Machtbekundung die UdSSR zum Einlenken gezwungen hatte.
Um friedensgefährdenden Missverständnissen und direkten Konfrontationen aus dem Weg zu gehen, wurde der Informationsaustausch zwischen den Großmächten verbessert. So wurde beispielsweise 1963 als weitere Reaktion auf die Krise der Heiße Draht eingerichtet, eine direkte Fernschreibverbindung zwischen dem Weißen Haus und dem Kreml, die den direkten Kontakt zwischen den Staatsmännern ermöglichen sollte. Auf diese Weise sollten in einer Krisensituation sofortige Verhandlungen möglich sein, sodass eine Eskalation abgewendet werden könne. Der Heiße Draht kam zum ersten Mal am 5. Juni 1967 kurz nach Beginn des Sechstagekriegs zum Einsatz, der zwischen Israel und den arabischen Staaten Ägypten, Jordanien und Syrien ausbrach. Auch danach wurde er in einer Reihe weiterer Konflikte während des Kalten Kriegs genutzt.
Des Weiteren verschärften die USA nach der Krise ihr Embargo gegen Kuba nochmals und führten dort über die CIA verdeckte Operationen etwa in Form von Sabotageakten durch. Kuba reagierte mit einer noch engeren Anbindung an die Sowjetunion.
Die Kubakrise führte letztendlich zu einer neuen Beziehung zwischen den Supermächten, die sich in einer beiderseitigen Entspannungspolitik ausdrückte. Auch erneuerten sich die außenpolitischen Doktrinen. Die USA gingen (teilweise schon vor der Krise) zu einer militärischen Strategie der Flexible Response über und in der Sowjetunion proklamierte Chruschtschow nun die Friedliche Koexistenz.

## Trivia
Kennedys Mutter Rose hatte seit Jahren das Hobby, Autogramme von bekannten Persönlichkeiten zu sammeln. Im Sommer 1962 schrieb sie einen Brief an Nikita Chruschtschow mit der Bitte um ein Autogramm. Dieser stimmte zu und schickte ihr einige signierte Fotos von ihm und ihrem Sohn vom Gipfeltreffen in Wien im Jahr zuvor, die sie über den sowjetischen Botschafter im Oktober erhielt. Kennedy selbst wusste davon nichts und erlangte auf dem Höhepunkt der Kubakrise Kenntnis davon und schrieb seiner Mutter im November einen Brief mit der Bitte, ihn in Zukunft über ihre Kontakte zu Staatsoberhäuptern zu informieren.

## Filme
- Peter von Zahn: Die Kuba-Krise 1962. ZDF, Dokumentation und Fernsehspiel, 1969. Regie: Rudolf Nussgruber.
- Topas. USA 1969, Regie: Alfred Hitchcock.
- The Missiles of October. USA 1974, Regie: Anthony Page.
- Die Kuba-Krise. BRD 1984, Theaterstück der Berliner Compagnie
- Thirteen Days. USA 2000, Regie: Roger Donaldson.
- The Cuban Missile Crisis. USA 2000, Interviews und Hintergrundinformationen.
- Werner Biermann: Am Abgrund – Anatomie der Kuba-Krise. WDR, 2002, Dokumentation.
- The Fog of War: Eleven Lessons from the Life of Robert S. McNamara. Dokumentation.
- Tapes of debates between JFK and his advisors during the crisis
- Mad Men: Meditations in an Emergency. Staffel 2, Episode 13, USA 2008.
- Die Kennedys: On the Brink of War. Episode 6, USA 2011.
- Günther Klein (Regie + Buch), Stefan Brauburger (Buch): Die Nervenprobe. – Kuba-Krise 1962. IFAGE Filmproduktion, ZDF et al. 2002[23]
- Stefan Brauburger, Bärbel Schmidt-Šakić: Am Rande des Atomkriegs – Kampf um Kuba und Berlin. (ZDF 2012)
- The Coldest Game, Polen 2019
- Der Spion. UK 2020, Regie: Dominic Cooke.